# 特朗蘇阿省
7°33′N 3°1′W / 7.550°N 3.017°W

特朗蘇阿省（法語：Transua），是科特迪瓦的省份，位於該國東北部贊贊區，由貢圖戈大區負責管轄，面積1,060平方公里，2014年時人口為83,478，人口密度為每平方公里79人。